# IC 3606
IC 3606 ist eine Elliptische Galaxie vom Hubble-Typ E0 im Sternbild Jungfrau auf der Ekliptik. Sie ist schätzungsweise 1,5 Milliarden Lichtjahre von der Milchstraße entfernt und hat einen Durchmesser von etwa 140.000 Lichtjahren.
Im selben Himmelsareal befinden sich u. a. die Galaxien NGC 4584, IC 3586, IC 3631, IC 3635.
Das Objekt wurde am 10. Mai 1904 vom US-amerikanischen Astronomen Royal Harwood Frost entdeckt.